# ヒロシエリ
ヒロシエリ（1996年12月19日 - ）は、日本の女優である。北海道札幌市出身。現在はフリー。本名及び旧芸名：廣瀬 詩映莉（ひろせ しえり）。

## 経歴
中学受験をして中高一貫の北星学園女子中学高等学校に入学した。中学で演劇部に入部し、2012年、高校1年生のときに納谷真大のワークショップを受けたのをきっかけに劇団「ELEVEN NINES」に入団、全公演に参加し若手女優として活動を始める。光塩学園女子短期大学の保育科に入学したが、1年で中退し俳優業に専念した。劇団員のかたわら北海道テレビ放送の深夜バラエティ番組にレギュラー出演するなど、ローカルタレントととしても活動していた。
PARCOプロデュース「転校生」のオーディションに応募総数2,128名の中から選ばれ出演を果たす。
2018年に「ELEVEN NINES」を退団し、2019年に上京して東京に拠点を移す。2020年に「ビューティフルドリーマー」に出演した際に、本広克行監督から、本名の漢字が難しく読み書きしづらいことと、「女版ムロツヨシになれ」との思いから勧められ現在の芸名に改名した。2021年9月15日の「出番を待つふたり」にて8月31日付で株式会社For Youを退所し、フリーとして活動していることを発表。
2025年5月23日、演劇ユニット「きっとろんどん」メンバーの山科連太郎との結婚を発表。

## 人物・エピソード
- ペットは犬のもちべえ。
- 好物はうどん。
- 昭和アイドルが好きで、高校生の時に聖子ちゃんカットにしていたことがある[7]。
- ドラマ「チャンネルはそのまま!」で放送された番組内のニュース番組の影響で、googleで"廣瀬詩映莉"と検索すると”無銭飲食”がサジェストされていたが、実際に無銭飲食で逮捕されたことはない[8][7][9]。
- 藤谷理子とは「転校生」で共演したときからの親友で、共同でRadiotalkをしている。
- トーク中に時折り話す北海道弁が、なまらめんこいんだわ。
- 自転車に乗れない（小学生の頃オレンジ色の自転車を買ってもらったが、オレンジ色が好きでなかったためテンションが上がらず、母親と一緒に1.5回ほど練習したが乗れなかったため諦めた）[10]。
- スキーと刺繍はできる[10]。
- 好きな任天堂のキャラクターはパネルでポンのキャラクターたち[10]。

### 特技
- おっとっとを見ないで口の中に入れ、どの形か当てること[7]。
- 寝袋を素早くきれいに収納すること[7]。
- 料理[7]
- ダジャレ。藤谷理子いわく、『演劇ダジャレの大家』とのこと[11]。

## 出演

### テレビ
- 平岸我楽多団（2015年10月10日 - 2017年9月27日、北海道テレビ）レギュラー出演
- キラキラ（2017年10月2日 - 5日、北海道テレビ）
- 夜のお楽しみ寝落ちちゃん（2017年10月3日 - 2019年3月26日、北海道テレビ）レギュラー出演
- どさんこワイド「どさんこくんどんどんめぐり旅」（2018年4月5日 - 2020年1月30日、札幌テレビ）レギュラー出演
- ブギウギ専務（2021年4月4日 - 、札幌テレビ）お試し社員

### ドラマ
- 紳士の1分間劇場～札幌編～（全4話）
- all about…（監督：佐藤洋）
- ファイト！（監督：山口洋介）
- She is ELLY（監督：山口洋介）
- HTB開局50周年記念ドラマ「チャンネルはそのまま！」（2019年3月、監督：本広克行）
- “スマホのぞき見ドラマ” 3ROOMS 第3話「かっこいい隣人」（2020年5月、NHK北海道）

### 映画
- ビューティフルドリーマー（2020年、監督：本広克行）シエリ 役

### 舞台

#### 劇団イレブンナイン
- サクラダファミリー（2012年12月）以降ほぼ全ての公演に参加、2018年12月退団。

#### 劇団イレブンナイン 以外
- AD-LIVE‘16（2016年9月、東京 / 10月、大阪）
- アリスインプロジェクト「みちこのみたせかい」（2017年5月）
- 一人芝居「INDEPENDENT；17」（2017年6月、札幌 / 11月、大阪 / 2018年7月、仙台・福岡）
- AD-LIVE‘17（2016年10月、千葉・東京・大阪）
- PARCOプロデュース2019舞台「転校生」（2019年8月）
- 一人芝居「INDEPENDENT:4SS」（2021年7月 - 9月、大阪・東京・札幌・名古屋）
- パインソー「ワタシの好きなぼうりょく」（2022年2月）
- LUCKUP「蝶々結び」（2022年8月）
- きっとろんどん東京旗揚げ公演「概ねワシントン」（2023年5月）
- ろりえ「下北沢の駅前でやる祭り2023夏」（2023年8月）
- ニッポン放送開局70周年記念公演「鴨川ホルモー、ワンスモア」（2024年4月）[12]
- 啓和グループ60周年記念公演「バック・トゥ・ザ・うんちゃん〜ドライバーの消える日〜」（2024年10月）[13]
- 劇団かもめんたる 第14回公演「生ガキと笛」（2024年12月公演予定）[14]

### ラジオ
- ラジオドラマ「ロ・ク・デ・ナ・シ」（2016年7月、HBCラジオ）
- FMシアター「レ・コードがくれた奇跡」（2017年3月、NHK-FM）
- STVラジオ開局55周年記念ラジオドラマ「サンプリング・リング」（2017年12月）
- ぽっぷんミーティング！（2018年4月 - 、STVラジオ）レギュラー出演
- D-tunes（2018年10月 - 、STVラジオ）レギュラー出演
- ヒロシエリと藤谷理子の出番を待つふたり（2021年5月 - ）

### CM
- シゴトガイド（2016年10月、TV・ラジオCM）声の出演
- ホクレン「大収穫祭」（2017年10月）声の出演
- 高砂温泉CM（2018年 - ）

### PODCAST
- ヒロシエリの未解決事件簿
- ヒロシエリのただメニューを読んでみた